# Бакалажево
Бакалажево (пол. Bakałarzewo) — ранее город, а сейчас деревня в Сувалкском повете Подляского воеводства Польши. Административный центр гмины Бакалажево. Находится примерно в 18 км к западу от центра города Сувалки. По данным переписи 2011 года, в деревне проживало 816 человек.

## История

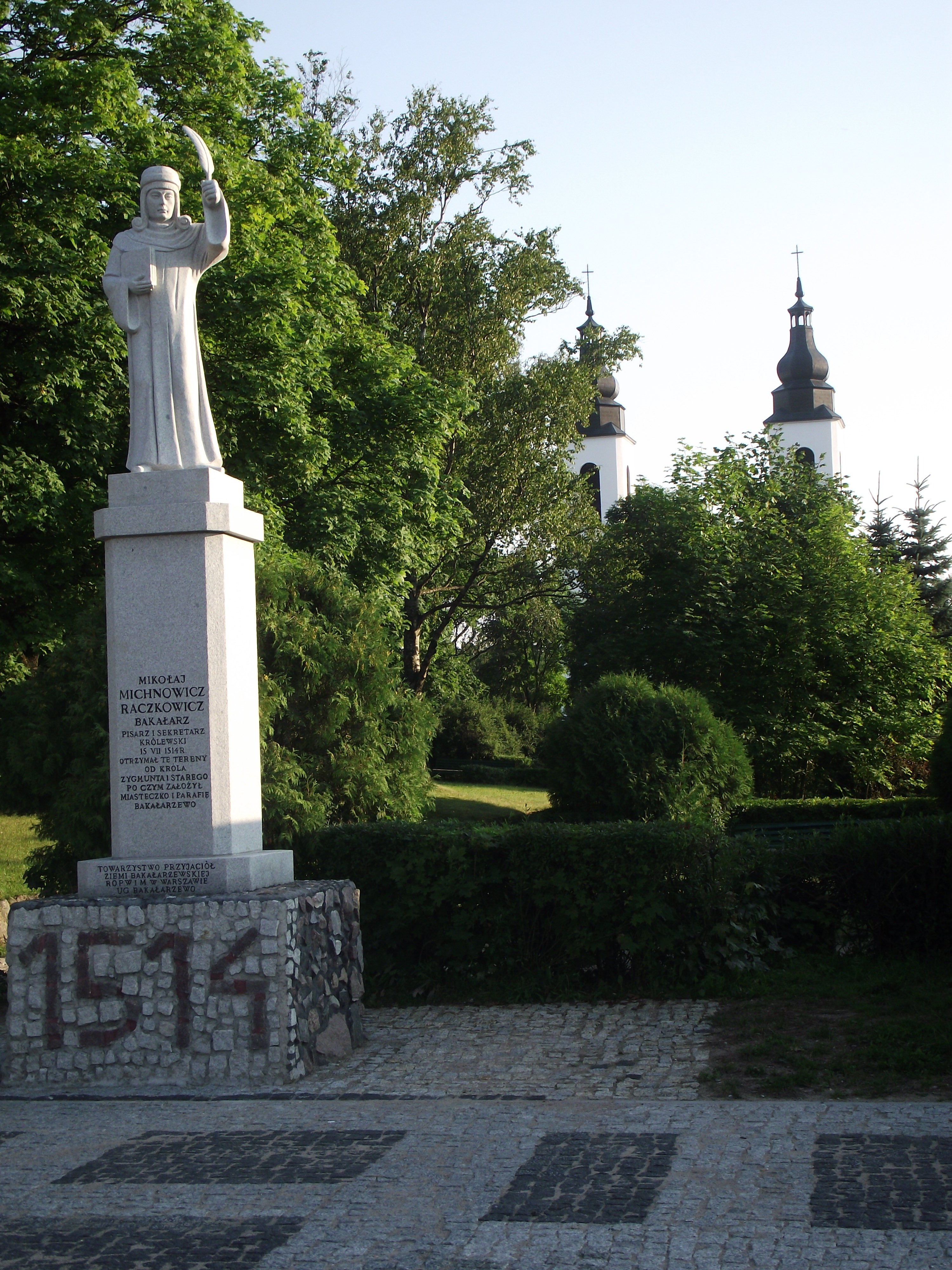
Памятник Николаю Михновичу

Селение было заложено в начале XVI века и первоначально носило название Довспуда-Бакалажевска или Бакаларщизна (Бакаларовщизна). Во второй половине XVI века упоминается как Бакаларово. Название походит от прозвища одного из основателей города Николая Михновича — «Бакалавр» (пол. Bakałarz). Уже в 1558 году Бакалажево было городом.
В конце XVIII века Бакалажево было расположено в Гродненском повете Трокского воеводства и до 1840 года принадлежало семье Цемнолоньских.
В 1827 году город относился к Сейнскому уезду Августовского воеводства Царства Польского.
В 1840 году Бакалажево было приобретено Стефаном Хорачко, а после его смерти в 1852 году перешло к его сыну Яну Хорачко. Следующим владельцем города стал Ян Стегман, муж Эмилии — дочери Стефана Хорачко.
В 1927 году в городе проживало 705 человек. Здесь располагалась гминная управа и таможня. Были две мельнице, четыре продуктовых магазина, один текстильный магазин, два магазина одежда и два магазина алкогольных напитков. Проживали один кузнец и мясник.
Во время Второй мировой войны Бакалажево было разрушено на 90%. Особенно тяжёлые бои здесь происходили 2—4 сентября 1939 года. 4 сентября Бакалажево было пацифицировано немцами.
С 1973 года является центром гмины Бакалажево.
В 1975—1999 годах деревня была частью Сувалкского воеводства.

## Достопримечательности
- Костёл Святого Апостола Иакова;
- Католическое кладбище;
- Еврейское кладбище;
- Памятник Николаю Михновичу Раковичу Бакалавру, основателю Бакалажево.